# Okruhla (Ukrajina)
Okruhla, česky dříve Okrouhlá nebo Kerekheď, ukrajinsky Округла, maďarsky Kerekhegy, je osada obce Lazy, v ťačivském městském společenství, v okrese Ťačiv v Zakarpatské oblasti na Ukrajině. V roce 2025 zde žilo 573 obyvatel.

## Historie
Obec byla založena během osmansko-habsburských válek Maďary prchajícími před Turky. Do uzavření Trianonské smlouvy byla obec součástí Uherska, poté byla součástí Československa. V roce 1921 zde stálo 79 domů a žilo zde 364 obyvatel, z toho 203 Rusínů, 128 Maďarů a 30 Židů. Od 15. dubna 1939 byla obec součástí samostatného státu Karpatská Ukrajina; o několik dní později bylo Zakarpatí obsazeno maďarskými vojsky. Od roku 1945 byla součástí Ukrajinské sovětské socialistické republiky, která byla součástí SSSR. Od roku 1991 je součástí nezávislé Ukrajiny.